# Famille de Saint-Sauveur
La famille de Saint-Sauveur (dites des Nigellides est un lignage aristocratique important de la Normandie ducale (Xe – XIIe siècles) probablement d'origine scandinave possessionné dans le Cotentin, et notamment autour de Saint-Sauveur-le-Vicomte, d'où le nom qu'on lui attribue dès le XIe siècle de Saint-Sauveur.
Richard du Cotentin (nom franc), fils de Malahulce ou Hulce Eyesteinson, comte de Moer ou de Maerc et de Maud de Flandres, fut l'ancêtre des Néel, barons de Saint-Sauveur.
Le premier membre connu est Roger Ier, vicomte, membre du baronnage normand du duc Guillaume Longue Épée à la fin du Xe siècle.

## Membres notables
- Roger Ier, est qualifié de vicomte dans la 2e moitié du Xe siècle[6]. Il serait le père de Néel Ier.
- Néel Ier, fils et successeur du précédent[6], cité comme l'un des justiciers ducaux de Normandie en 1036[7] et cité en 1040[6]. Il remporte en 1001 la bataille du Val de Saire contre l'armée anglo-saxonne du roi d'Angleterre Æthelred II, et repousse en 1033 une invasion bretonne[8].
- Néel II, fils et successeur du précédent, présent au combat du Val-ès-Dunes en 1047 aux côtés du vicomte du Bessin, Ranulph de Briquessart. Wace nous apprend qu'ensuite, Néel est parti s'exiler en Bretagne[9], où il était proche d'Eudes, frère du duc Alain III[10]. Il perd son honneur cotentinais, qu'il ne retrouve qu'en 1054[6]. En 1067, il fonde l'abbaye de Saint-Sauveur-le-Vicomte, avec des bénédictins venus de l'abbaye de Jumièges[11]. Il serait mort vers 1078[12].
- Eudes, d'après Léopold Delisle, fils et successeur du précédent[13]. Il ne doit pas être confondu avec Eudes au Chapel († 1098), vicomte du Cotentin après Néel II[14], qui est la souche de la famille de La Haye et fondateur avec son père de l'abbaye de Lessay entre 1056 et 1064[15]. En 1104, Eudes de Saint-Sauveur réaffirme les libertés accordées précédemment à l'abbaye de Saint-Sauveur[16].
- Néel III de Saint-Sauveur, successeur du précédent dans l'honneur de Saint-Sauveur, fonde définitivement vers 1080 l'abbaye de Saint-Sauveur-le-Vicomte fondée par Néel II[17],[18]. Néel II avait perdu sa fonction de vicomte du duc en Cotentin après 1047, mais Néel III la retrouve et signe deux actes avec ce titre en juin 1080 et en 1081-1082[19]. D'après Elisabeth van Houts, il aurait participé à la conspiration de Raoul de Gaël en Angleterre[20]. Il est encore cité en 1110 comme vicomte[21]. Mort sans postérité mâle, sa nièce Létitia (Léticie), épousa, avant 1145, Jourdain Taisson faisant ainsi entrer la baronnie de Saint-Sauveur et de Néhou dans la famille Tesson. Raoul IV Taisson épousa Mathilde Patry de La Lande, fille d’Enguerrand Patry, seigneur de La Lande, et dont l’une des filles, Mathilde, épousa, vers 1220, Richard d'Harcourt, et lui amène en dot la baronnie de Saint-Sauveur-le-Vicomte[22].

## Arbre généalogique
Selon André Davy.
- Richard dit le Danois (880-933), fils de Malalulce Eyesteinson et de Maud de Flandres, vicomte de Saint-Sauveur et du Cotentin[23].
  - Néel († 943), baron de Saint-Sauveur, vicomte du Cotentin en 938
  × Sprota de Senlis (890-935)
    - Roger
      - Néel Ier († v. 1040), dit le Vieux, baron de Saint-Sauveur, d'Aubigny, vicomte du Cotentin. Il se retira en 1054 à l'abbaye du Mont-Saint-Michel
  × Hélène de Normandie († 1045)
        - Mauger (fils cadet)
  × une fille adultérine du duc de Normandie
        - Néel II, dit le Jeune († 1092), vicomte du Cotentin, baron de Saint-Sauveur, fondateur en 1067 de l'abbaye de Saint-Sauveur
  × Adèle d'Eu et de Reviers (Adèle de Brionne)
          - Néel III, mort sans postérité mâle
          - Roger, vicomte de Saint-Sauveur
          - Guillaume d'Aubigny
          - Girard
          - Guillaume le Jeune
          - Emma
          - Bileud
          - Mathilde